# Bruce (Wisconsin)
Bruce ist eine Gemeinde (mit dem Status „Village“) im Rusk County im US-amerikanischen Bundesstaat Wisconsin. Im Jahr 2010 hatte Bruce 779 Einwohner.

## Geografie
Bruce liegt im mittleren Nordwesten Wisconsins am Westufer des Chippewa River, einem linken Nebenfluss des Mississippi. Gegenüber von Bruce mündet der Thornapple River.
Die geografischen Koordinaten von Bruce sind 45°27′25″ nördlicher Breite und 91°16′24″ westlicher Länge. Das Gemeindegebiet erstreckt sich über eine Fläche von 6,19 km² und wird im Norden von der Town of Atlanta sowie im Süden von der Town of Stubbs umgeben, ohne einer davon anzugehören. Im Osten grenzt, getrennt durch den Chippewa River, die Town of Thornapple an das Gemeindegebiet von Bruce.
Nachbarorte von Bruce sind Murry (20,7 km nordnordöstlich), Ladysmith (14,2 km östlich), Thornapple (9,2 km südöstlich) und Weyerhaeuser (11,5 km westsüdwestlich).
Die nächstgelegenen größeren Städte sind Eau Claire (91,7 km südlich), Rochester in Minnesota (236 km südsüdwestlich), die Twin Cities (Minneapolis und Saint Paul) in Minnesota (183 km westsüdwestlich), Duluth am Oberen See in Minnesota (205 km nordnordwestlich), Wausau (193 km ostsüdöstlich), Green Bay am Michigansee (342 km in der gleichen Richtung) und Wisconsins Hauptstadt Madison (370 km südsüdöstlich).

## Verkehr
Der U.S. Highway 8 verläuft in West-Ost-Richtung durch Bruce und quert am östlichen Ortsrand über eine Brücke den Flambeau River. Der von Nord nach Süd verlaufende Wisconsin State Highway 40 kreuzt den US 8 im Ortszentrum. Alle weiteren Straßen sind untergeordnete Landstraßen, teils unbefestigte Fahrwege sowie innerörtliche Verbindungsstraßen.
Parallel zum US 8 verläuft eine Eisenbahnlinien für den Frachtverkehr der Canadian National Railway (CN).
Mit dem Rusk County Airport befindet sich 24,6 km östlich ein kleiner Flugplatz. Der nächstgelegene Regionalflughafen ist der Chippewa Valley Regional Airport in Eau Claire (86,6 km südlich). Der nächste Großflughafen ist der Minneapolis-Saint Paul International Airport (207 km westsüdwestlich).

## Bevölkerung
Nach der Volkszählung im Jahr 2010 lebten in Bruce 779 Menschen in 371 Haushalten. Die Bevölkerungsdichte betrug 125,8 Einwohner pro Quadratkilometer. In den 371 Haushalten lebten statistisch je 2,1 Personen. 
Ethnisch betrachtet setzte sich die Bevölkerung zusammen aus 99,1 Prozent Weißen; 0,9 Prozent stammten von zwei oder mehr Ethnien ab. Unabhängig von der ethnischen Zugehörigkeit waren 1,0 Prozent der Bevölkerung spanischer oder lateinamerikanischer Abstammung. 
24,1 Prozent der Bevölkerung waren unter 18 Jahre alt, 50,5 Prozent waren zwischen 18 und 64 und 25,4 Prozent waren 65 Jahre oder älter. 52,8 Prozent der Bevölkerung waren weiblich.
Das mittlere jährliche Einkommen eines Haushalts lag bei 26.027 USD. Das Pro-Kopf-Einkommen betrug 15.745 USD. 25,3 Prozent der Einwohner lebten unterhalb der Armutsgrenze.